# Götzenbüschchen

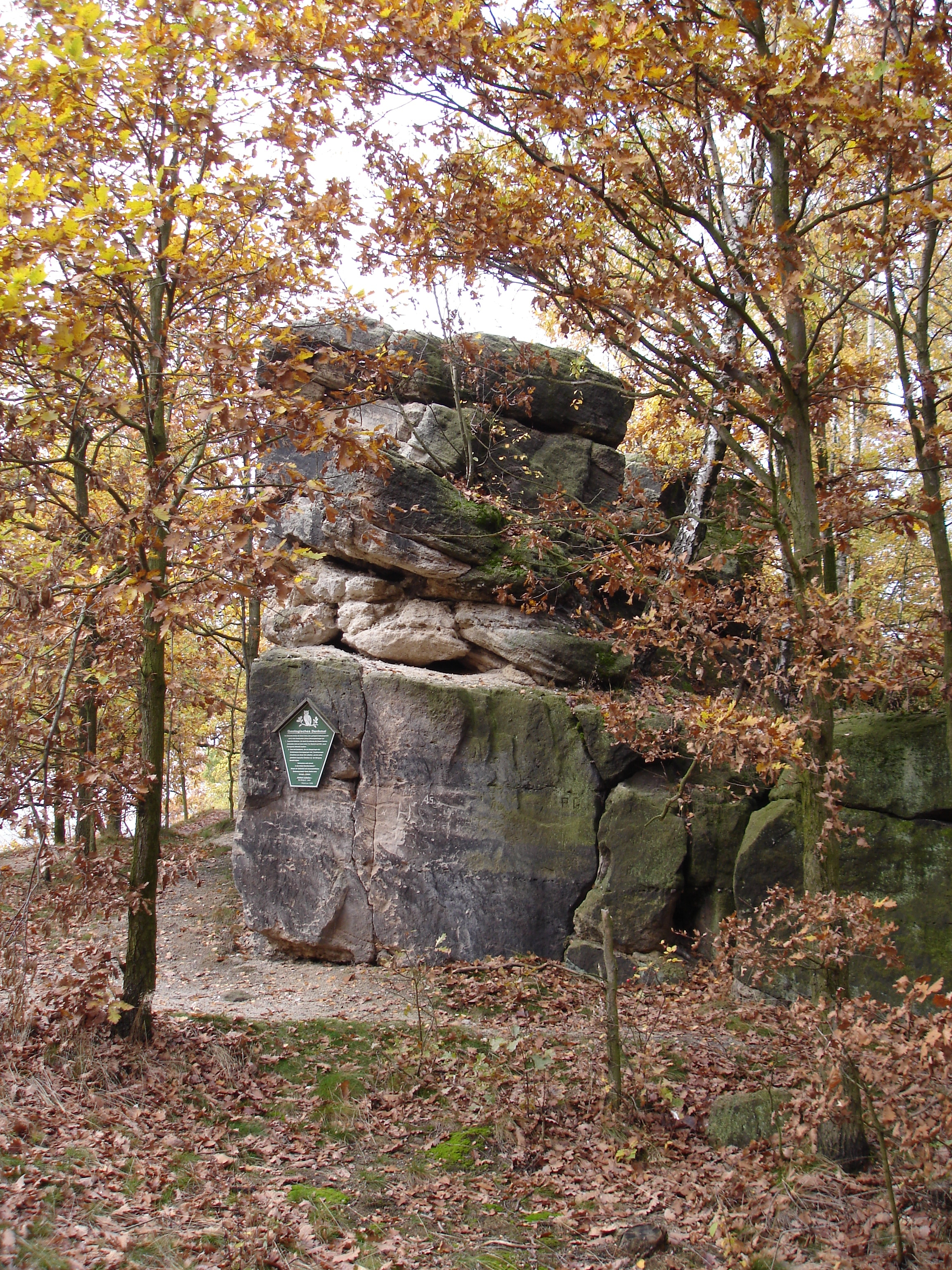
Sandsteinfelsen

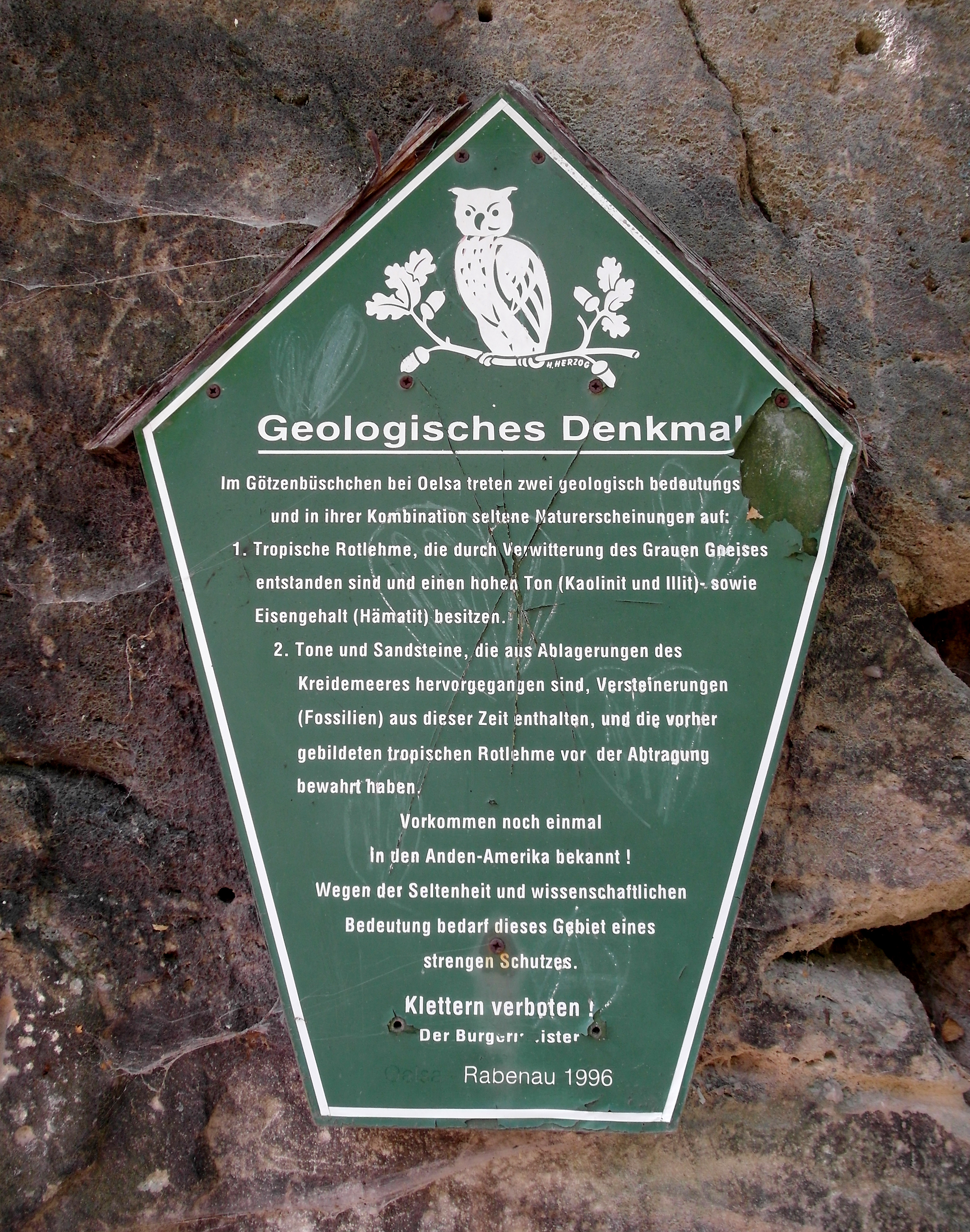
Info-Tafel

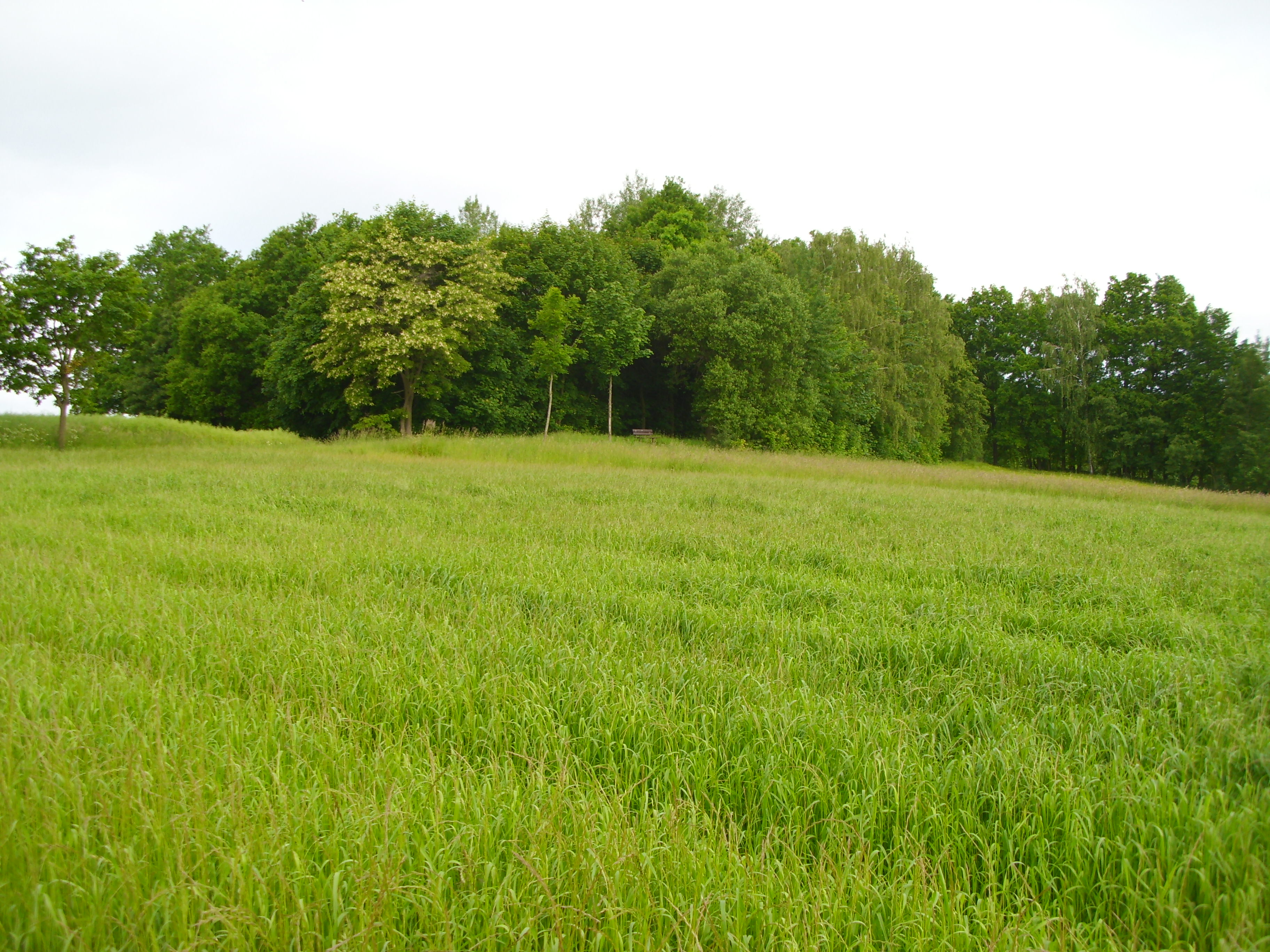
Ansicht des Götzenbüschchen

Das Götzenbüschchen (auch: Götzenbusch) ist eine bewaldete Anhöhe bei Oelsa im Osterzgebirge. Das Areal besteht aus Sandsteinen der Kreidezeit und steht wegen seiner besonderen Geologie als Naturdenkmal unter staatlichem Schutz.

## Name
Vor der Christianisierung im 10. Jahrhundert wurde hier die slawische Gottheit Püstritz (vgl. Bystritza) verehrt. Nach dem Chronisten Schmelz werden mit dessen Namen die Toponyme des nahegelegenen Flusses Weißeritz, der Orte Pesterwitz, Possendorf und des Poisenwaldes in Verbindung gebracht. Im Götzenbüschchen soll das steinerne Götzenbild des Püstritz gestanden haben, welches im Jahr 1068 auf Weisung von Bischof Benno von Meißen beseitigt worden sein soll.

## Lage und Umgebung
Das Götzenbüschchen liegt etwa 700 m westlich von Oelsa auf einem unscheinbaren Höhenrücken, dessen höchste Erhebung 361,3 m ü. NN beträgt. Die Sandsteinklippen erstrecken sich über eine Länge von etwa 350 m und eine Breite von etwa 60 bis 120 m. Das Naturdenkmal befindet sich auf Privatgelände in der Gemarkung Großoelsa und darf nicht betreten werden. Bei einer Umwanderung erhält man jedoch einen guten Einblick in die Verhältnisse.

## Geologie
Die Besonderheit des Götzenbüschchens ist das Vorkommen eines kreidezeitlichen Quadersandsteins, wie er auch aus dem Elbsandsteingebirge und weiten Gebieten Nordböhmens bekannt ist. Das Götzenbüschchen gehört damit in eine Reihe weiterer Sandsteinvorkommen im Osterzgebirge, wie der Dippoldiswalder Heide, der Hirschbacher Heide und der Paulsdorfer Heide, die der Abtragung entgangen sind. Bemerkenswert sind Funde von Inoceramus pictus. An der Westseite sind im Liegenden stark verwitterte Gneise aufgeschlossen. Die violettrote Farbe und die Aufschlussverhältnisse von mehreren Metern Dicke deuten darauf hin, dass diese bereits vor der Kreidezeit einer Lateritverwitterung unter subtropischen Bedingungen unterlagen.

## Sehenswert

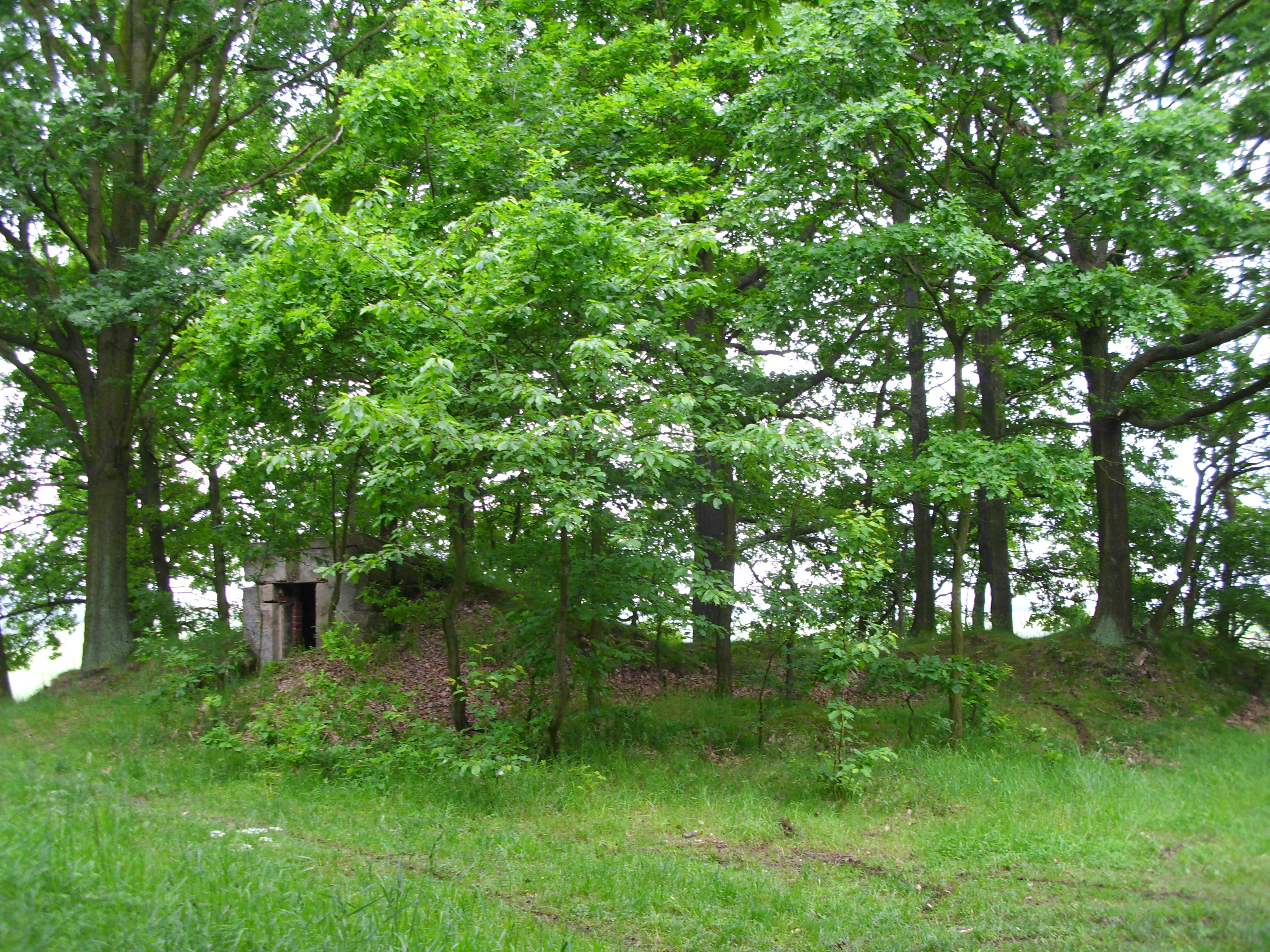
Bunkerhäuschen

In Richtung Rabenau befindet sich am Ende der Felsen die ehemalige Gaststätte Grünes Waldschlößchen, welche 1877 eröffnet wurde und heute für Wohnzwecke genutzt wird. Die Gebäude stammen aus dem 17. und 19. Jahrhundert und waren Teil eines Hofes. Zur Gaststätte gehörte ein in den Felsen gehauener Keller, welcher sich nahe dem Waldschlößchen befindet. Im Zweiten Weltkrieg diente der Keller als Luftschutzbunker. Neben der Gaststätte bestand um 1925 die Steinmetzerei Wünschmann.
Zur Gewinnung von Sandstein wurden im 19. Jahrhundert mehrere Sandsteinbrüche angelegt, die 1960 eingestellt wurden. In den 1930er Jahren, als noch kein Baumbewuchs bestand, fand zwischen den Felsen die alljährliche Sonnenwendfeier der Ortschaft Oelsa statt. Zur Aufbewahrung der Sprengmittel diente ein kleines Bunkerhäuschen mit Stahltür, welches auch durch eine Telefonleitung mit dem GSSD-Wachbunker in der Dippoldiswalder Heide von 1968 bis 1990 verbunden war. Der vorbeiführende Fahrweg ist eine alte Handelsstraße, die Kleine Straße (Altstraße).